# Ernests Gulbis
Ernests Gulbis (30. august 1988 i Riga i Lettiske SSR) er en lettisk tennisspiller, der blev professionel i 2004. Han står (pr. september 2010) noteret for en enkelt turneringssejr, og hans højeste placering på ATP's verdensrangliste er en 26. plads, som han opnåede i august 2010.

## Grand Slam
Gulbis' bedste Grand Slam resultat i singlerækkerne kom ved French Open i 2008, hvor han spillede sig helt frem til turneringens kvartfinale. Her måtte han dog se sig besejret af serberen Novak Djokovic. I 2010 vandt han så sin første ATP turnering i Delray Beach.